# بنجامين ماتا ماتا
بنجامين ماتا ماتا (بالإنجليزية: Benjamin Mata) هو لاعب كرة قدم نيوزيلندي، ولد في 1998 في أوكلاند في نيوزيلندا.